# Michael Keenan
Pour les articles homonymes, voir Keenan.
Michael Edward Keenan dit Mike Keenan (né le 21 octobre 1949 à Bowmanville en Ontario au Canada) est un entraîneur de hockey sur glace.

## Carrière d'entraîneur

### En junior
Il a été l'entraîneur des Petes de Peterborough dans la ligue de l'Ontario ainsi que des Americans de Rochester dans la Ligue américaine de hockey. Ils remportent le championnat en 1983.

### Dans la LNH
Il est entraîneur-chef des Flyers de Philadelphie dans la Ligue nationale de hockey en 1984, suivis des Blackhawks de Chicago en 1988. En 1993, il devient l'entraîneur-chef des Rangers de New York. Il aide l'équipe à gagner la coupe Stanley en 1994. Les Rangers gagnent ainsi leur première coupe Stanley en cinquante-quatre ans depuis 1940. Ensuite, il devient entraîneur et directeur-général des Blues de Saint-Louis de 1994 à 1996. En 1997, il devient entraîneur des Canucks de Vancouver pendant une année, avant de rejoindre les Bruins de Boston en 2000. Congédié par les Bruins, il devient entraîneur des Panthers de la Floride le 3 décembre 2001. De 2007 à 2009, Mike Keenan occupe le poste d'entraîneur-chef des Flames de Calgary, remplaçant Jim Playfair. À la suite des séries éliminatoires de 2009, Keenan a été remplacé par Brent Sutter.